# Bodenseefestival
Das Bodenseefestival ist ein 1989 vom damaligen Südwestfunk (heute: Südwestrundfunk) und den Städten Friedrichshafen und Konstanz als Internationales Bodenseefestival gegründetes Kulturprogramm, das zahlreiche Einzelveranstaltungen umfasst.
Es findet alljährlich vom ersten Maiwochenende bis zum Pfingstmontag rund um den Bodensee statt.

## Träger und Organisation
Das Festival entsteht aus der Kooperation der Gesellschafter der Bodenseefestival GmbH und Mitveranstaltern aus der „Vierländerregion“ Bodensee. Hauptförderer des Bodenseefestivals ist das Land Baden-Württemberg. Gesellschafter des Bodenseefestivals sind die Stadt Friedrichshafen, der Landkreis Bodensee, die Stadt Konstanz, die Stadt Ravensburg, die Stadt Tettnang, die Stadt Weingarten, der Landkreis Ravensburg, die Stadt Überlingen, die Stadt Lindau, die Stadt Meersburg, die Stadt Bregenz und ab 2020 die Städte Dornbirn, Radolfzell, Allensbach und die Stiftung für Konzerte in der Klosterkirche Münsterlingen.
Alexandra Gruber ist (Stand 2020) als Geschäftsführerin für die strategische Ausrichtung, die Jahresthemen und die Organisation des Festivals zuständig. Die Programmkommission, die mit Kulturamtsleitern und Veranstaltern besetzt ist, berät die Geschäftsführung in inhaltlichen und programmatischen Fragen. Winfried Neumann, Leiter des Kulturbüros der Stadt Friedrichshafen, hatte das Bodenseefestival seit seiner ersten Ausgabe im Jahr 1989 wesentlich mitgestaltet. Er stand der GmbH seit deren Gründung im Jahr 1993 bis Juli 2019 mit wechselnden Co-Geschäftsführern vor.

## Aufgabe
Der Grundgedanke des Festivals liegt darin, in dem kulturell zusammengehörigen, aber realpolitisch geteilten Bodensee-Raum die gemeinsame und verbindende Kultur zu beleben und zu stärken. „Die in der Region vorhandenen kulturellen Kräfte sollen gebündelt und durch international bekannte Künstler und Ensembles ergänzt werden.“ In der Realisierung des Bodenseefestivals wird die Vernetzung und Zusammenarbeit zwischen den Städten, Kulturämtern und Veranstaltern rund um den See gelebt.
Das Festival bietet ein vielfältiges kulturelles Angebot, von Orchester-, Kammer- und Orgelkonzerten über Jazz und Ballett bis zu Theater, Literatur, Ausstellungen und Kinderveranstaltungen.

## Themen
Von 1989 bis 1998 stand jeweils ein europäisches Land im Mittelpunkt des Internationalen Bodenseefestivals. Seit 1999 steht das jährliche Bodenseefestival unter einem Sachthema, und seit 2005 verleihen renommierte Künstler als Artists in Residence dem Festival einen zusätzlichen Akzent. Ab 2020 blickt das Festival thematisch wieder in die eigene Region und greift Themen auf, die im Bodenseeraum von kultureller und gesellschaftlicher Relevanz sind.
| - 1989: Frankreich - 1990: Die Öffnung Osteuropas - 1991: Tschechoslowakei - 1992: Italien - 1993: Russland - 1994: Österreich - 1995: Schweiz - 1996: Ungarn - 1997: Spanien - 1998: Polen - 1999: Zeitenwenden – Abschied und Aufbruch - 2000: Himmel und Erde – Barock heute | - 2001: Inspiration Landschaft - 2002: Klassik – Sehnsucht nach dem Schönen - 2003: Idee Europa - 2004: Romantik – Fantasie, Poesie, Sehnsucht - 2005: Spiritualität und Lebenslust - 2006: Adel und Bürgertum - 2007: Märchen, Mythen und Legenden - 2008: Aufbruch zur Moderne - 2009: England, oh England - 2010: Fantasie und Wirklichkeit - 2011: Impuls Wien - 2012: Brennpunkt 1912 | - 2013: Tastenspiele - 2014: Türkei - 2015: Böhmen am See - 2016: Nordlichter - 2017: Variations on America - 2018: Russland – Vorwärts zu neuen Ufern - 2019: Benelux - 2020, 2021: ... - 2022: Natur - 2023: über Grenzen - 2024: vielstimmig \| einstimmig - 2025: Freiheit |

## Artist in Residence
| - 2005: Ton Koopman - 2006: Juliane Banse - 2007: Dmitri Sitkowetski - 2008: Heinrich Schiff - 2009: Jaap ter Linden - 2010: Stefan Vladar - 2011: Sharon Kam | - 2012: Tabea Zimmermann - 2013: Rudolf Buchbinder - 2014: Fazıl Say - 2015: Pavel Haas Quartet - 2016: Tine Thing Helseth - 2017: Cameron Carpenter, Grace Kelly - 2018: Dmitri Maslejew, Gabriel Prokofiev | - 2019: Janine Jansen, Francesco Tristano - 2020, 2021: ... - 2022: Martin Grubinger, Spark (Band) - 2023: Avi Avital, vision string quartet - 2024: Chouchane Siranossian, VOCES8 |

## Weblink
- Bodenseefestival GmbH, Friedrichshafen: Bodenseefestival (Webseite). Abgerufen am 15. Juli 2018.